# Essbare Wildpflanzen
Als Essbare Wildpflanzen bezeichnet man wild in der Natur wachsende Pflanzen, die zum Verzehr geeignet sind. Diese werden von Menschen seit Urzeiten als Wildgemüse, Wildfrüchte, Wildkräuter oder auch als Heilpflanzen benutzt. Je nach Art können gesamte Pflanzen (Beispiel: Bärlauch) oder nur bestimmte Teile davon (Beispiel: Sanddorn) verwendet werden.

## Nährwert und Inhaltsstoffe

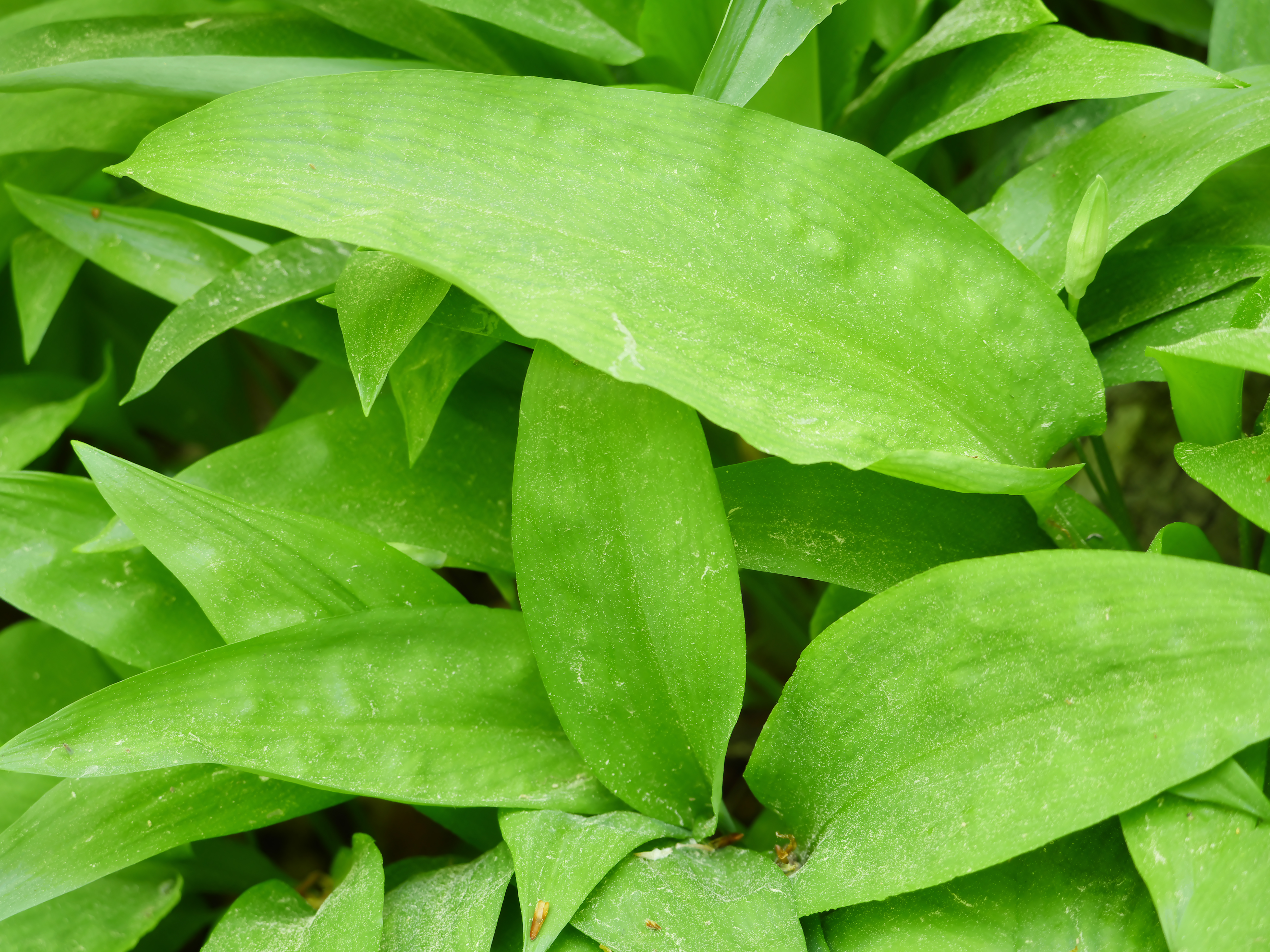
Bärlauch, eine der bekanntesten immer noch oft wild gesammelten essbaren Pflanzen

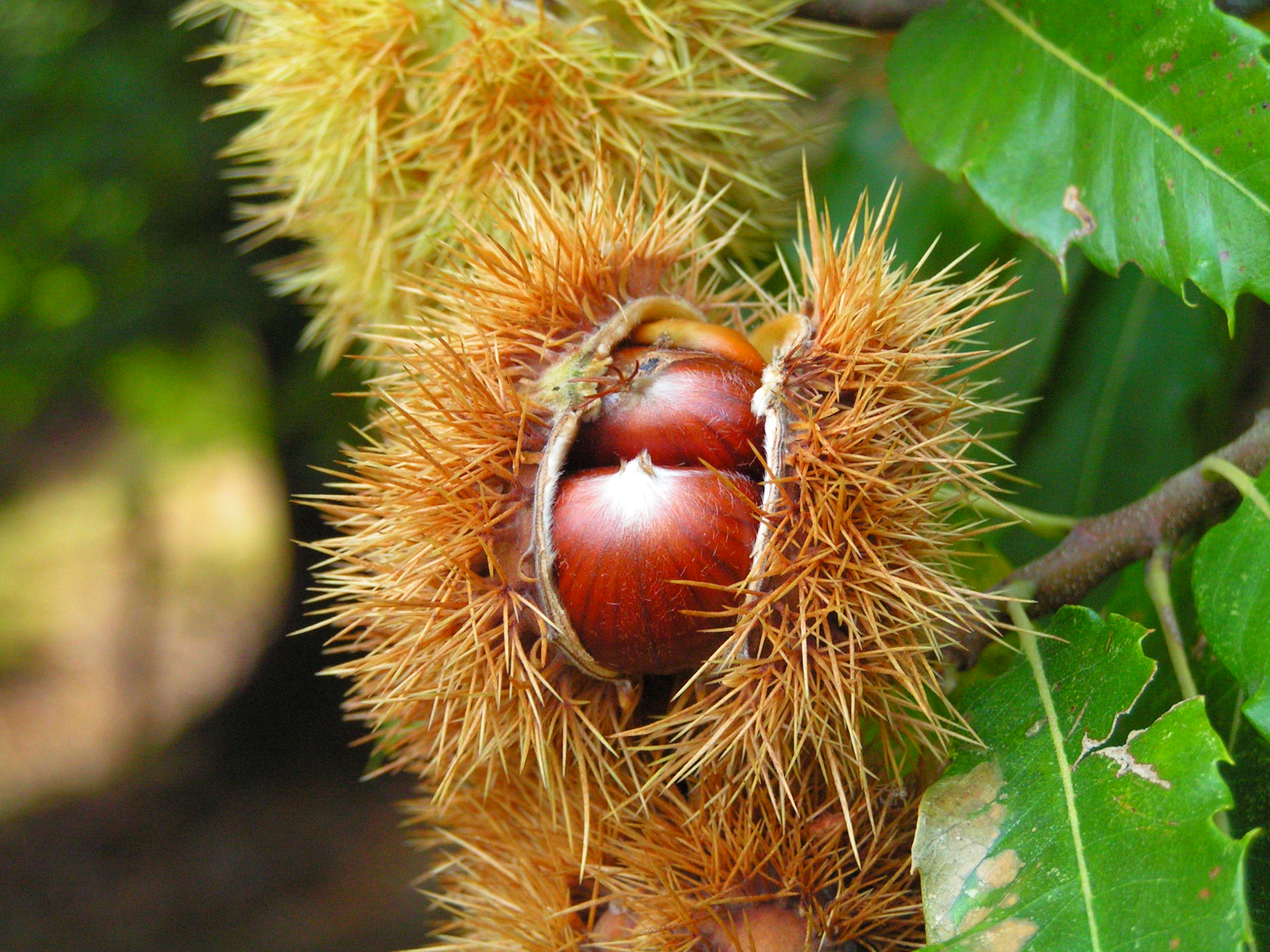
Maronen, die Früchte der Edelkastanie, werden ebenfalls oft wild gesammelt

Wildpflanzen können pro Gewicht ein Vielfaches der Vitamine, Proteine, Mineralstoffe und Spurenelemente der kultivierten Gemüsesorten enthalten, Wildfrüchte sind jedoch typisch kleiner. Im Unterschied zu den von Menschen entwickelten Kulturpflanzen sind Wildpflanzen das Ergebnis andauernder, evolutionärer und natürlicher Entwicklung.
Viele Wildpflanzen wirken zusätzlich gesundheitsfördernd und finden daher auch als Heilpflanzen Verwendung.

## Geschichte der Verwendung
Essbare Wildpflanzen waren sehr lange (etwa 99 % der menschlichen Geschichte) die Hauptnahrungsquelle der Menschen. Kulturpflanzen wurden erst mit der neolithischen Revolution vom Menschen aus Wildpflanzen kultiviert, wobei Wildpflanzen immer noch ein Teil der Ernährung geblieben sind.
Durch die Entwicklung der gewerblichen und industriellen Versorgung wurde sowohl die Verwendung von essbaren Wildpflanzen als auch das Wissen darüber (zumindest in Westeuropa) verdrängt. Wildpflanzen sind aus der Ernährung der Menschen im 20. Jahrhundert fast komplett verschwunden. Seit Anfang des 21. Jahrhunderts steigt das Interesse an essbaren Wildpflanzen wieder und die Wildkräuterküche erlebt eine Renaissance.

### Zierpflanzen

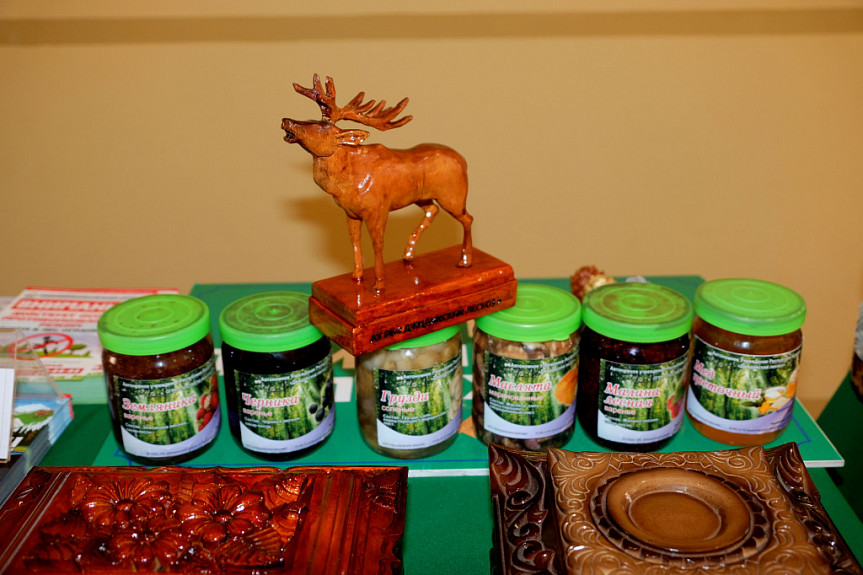
Banken mit eingemachten Wildpflanzen. Burjatien. Russland

Es gibt Apfelsorten, die als Zucht in Richtung Zierpflanze auf niedrigem Stamm sehr viel kleine (Durchmesser typisch 2,5–3 cm) und farbkräftige Früchte ausbilden. Diese Zierfrüchte sind überwiegend genießbar. Berberitzen werden überwiegend als Zierstrauch gepflanzt, die Vitamin-C-hältigen, sauren, oft roten Beeren werden mitunter verspeist.